# Monument to the Women of World War II
Monument to the Women of World War II is een oorlogsmonument in Londen, Engeland. Het beeld, ontworpen door de beeldhouwer John W. Mills, bevindt zich op Whitehall en staat symbool voor de ongeveer zeven miljoen Britse vrouwen die belangrijke rollen vervulden tijdens de Tweede Wereldoorlog. Het werd in 2005 ingehuldigd.

## Achtergrond
Gedurende de Tweede Wereldoorlog namen meer dan zeven miljoen vrouwen vitale taken op zich om de oorlogsinspanningen te ondersteunen. Zij werkten onder meer als monteurs, verpleegsters, ingenieurs, munitiearbeiders, luchtalarmisten en waren onderdeel van de Land Army; een organisatie waarin vrouwen op het platteland werkten om het land te bewerken en voedsel te produceren. Daarnaast waren ongeveer 640.000 vrouwen onderdeel van de British Armed Forces.
In 1943, twee jaar na de invoering van de dienstplicht voor vrouwen, voerde ongeveer 90% van de alleenstaande vrouwen tussen de 20 en 30 jaar oud functies uit ten behoeve van de oorlogsinspanningen.

### Een monument voor vrouwen
Voor het einde van de Eerste Wereldoorlog waren er in Engeland slechts twee oorlogsmonumenten voor vrouwen en hun rol tijdens gewapende conflicten: een beeld van Florence Nightingale ter ere van haar bijdrage tijdens de Krimoorlog en een beeld van Edith Cavell, die tijdens de Eerste Wereldoorlog door een Duits vuurpeloton werd gefusilleerd vanwege haar hulp bij de ontsnapping van enkele frontsoldaten.
Na de Eerste Wereldoorlog werd een inzamelingscampagne opgestart om de Five Sisters Window, ook bekend als The Sisters Window for the Sisters, in de Kathedraal van York te herstellen ter nagedachtenis aan de gesneuvelde vrouwen van de Eerste Wereldoorlog. Aanvankelijk was het plan een plaquette toe te voegen bij dit raam voor de vrouwen die tijdens de Tweede Wereldoorlog waren omgekomen. Uiteindelijk ontwikkelde het plan zich tot ideeën voor een monument dat ook de vrouwen erkende die rollen vervulden buiten de gevechtssfeer.
In juli 2022 sprak Baroness Blackstone tijdens een zitting van het Parlement haar steun uit voor de oprichting van een monument voor vrouwen: 'We zijn deze vrouwen veel dank verschuldigd voor hun bijdrage aan het winnen van de oorlog. Zoals al is gezegd, hebben we de oorlog deels gewonnen omdat iedereen hard heeft gewerkt en enorm veel heeft opgeofferd om ervoor te zorgen dat dit gebeurde.'

## Het beeld

### Kenmerken en symboliek
Het monument werd ontworpen door de Britse beeldhouwer John W. Mills. Het is vervaardigd uit brons en 6,7 meter hoog, 4,8 meter lang en 1,83 diep.
Rond het monument zijn 17 verschillende uniformen en helmen te zien, die de diverse beroepen vertegenwoordigen die door de vrouwen tijdens de oorlog werden uitgeoefend. De inspiratie kwam van een foto van een garderobe in een danszaal die tijdens de Tweede Wereldoorlog werd genomen. Mills gaf aan dat het werk 'voortkwam uit zijn eigen herinneringen aan de oorlog, zijn tantes, buren en niet in de laatste plaats het werk van zijn moeder in de munitiefabriek'. Mills gaf aan dat de vrouwen hun bijdragen hadden geleverd met weinig steun van buitenaf. Hij verwerkte dit in het werk door de haken waar de kledingstukken aan hangen onzichtbaar te maken. 
Mills koos er specifiek voor om geen hiërarchie aan te brengen tussen de verschillende functies. Het beeld is zo ontworpen dat de kijker eromheen kan lopen en het beeld vanuit elk gezichtspunt kan bekijken. Het lettertype op het monument is een verwijzing naar het font dat werd gebruikt op Britse oorlogsrantsoenboekjes.

### Locatie
Het monument bevindt zich op Whitehall in Londen de plek waar voorheen het standbeeld van Sir Walter Raleigh stond. Het beeld van Raleigh werd in 2001 verplaatst naar Greenwich. Het oorlogsmonument bevindt zich vlak bij The Cenotaph (Cenotaaf), een oorlogsmonument voor gevallenen die geen bekende rustplaats hebben.

### Financiering
Het werk werd deels gefinancierd door een liefdadigheidstrust die voor dit doel was opgezet. Daarnaast werd het gedeeltelijk bekostigd door Baroness Boothroyd die geld ophaalde met haar deelname aan het televisieprogramma Who Wants to Be a Millionaire?

### Onthulling
Naar aanleiding van de onthulling werd er gezocht naar vrouwen die tijdens de oorlog een George Medal hadden ontvangen voor hun inspanningen, evenals naar vrouwen die als SOE werkzaam waren, om hen een speciale hulde te brengen. Een van deze personen was de voormalig spionne Nancy Wake. Het beeld werd op 9 juli 2005 door koningin Elisabeth onthuld. Het was dat jaar 60 jaar geleden dat de Tweede Wereldoorlog eindigde. Tijdens de onthulling vlogen vijf verschillende militaire helikopters over. De Apache, Sea King, Lynx, Chinook, en Merlin werden bestuurd door vrouwelijke crews. Later kwamen ook twee Tornado F3 jets overgevlogen die bestuurd werden door vrouwelijke piloten.